# نعمة الله الأعظمي
نعمة الله الأعظمي (ولد في 24 ديسمبر 1936) هو عالم مسلم هندي ومحدث، ومفسر للقرآن وفقیه حنفي. يشغل منصب رئيس مجمع الفقه الإسلامي بالهند، ويعمل أستاذًا كبيرًا في دار العلوم ديوبند لأكثر من أربعين عامًا.

## ولادته ونشأته وتعليمه
وُلِد نعمة الله الأعظمي في 24 ديسمبر 1936 في قرية "بوره معروف" (كرثي جعفرپور) التابعة لمنطقة أعظم‌ كره، في مقاطعة الولايات المتحدة الهندية (الآن منطقة "مئو" في ولاية أترا براديش).
تلقى تعليمه الأولي في مدرسة "إشاعة العلوم" في بوره معروف، حيث درس اللغة العربية وأكمل دورات دراسية حتى "سلم العلوم" تحت إشراف شقيقه الأكبر أمانة الله الأعظمي.
بعد ذلك، التحق بدار العلوم ديوبند وتخرج من دورة الحديث في عام 1953 (1372 هـ). واصل الدراسة بعد التخرج لمدة عام أو عامين آخرين، حيث درس مجموعة متنوعة من المواضيع. ومن بين أساتذته في ديوبند: حسين أحمد المدني، محمد إعزاز علي الأمروهي، ومحمد إبراهيم البلياوي. وكان من زملائه أنظر شاه الكشميري ومجاهد الإسلام القاسمي.

## حياته العملية
بعد التخرج، قام نعمة الله الأعظمي بالتدريس لمدة عامين في مدرسة دار العلوم الحسينية في تاؤلي، منطقة مظفر‌نغر، ثم قام بتدريس صحيحي الترمذي والبخاري لعدة سنوات في "دامائي بور"، مالده، ولاية البنغال الغربية. بعد ذلك، عمل في التدريس في عدة مدارس منها "جامعة الرشاد" في أعظم‌ كره، و"مصباح العلوم" في كوباكنج، و"مفتاح العلوم" في مئو، و"مظهر العلوم" في بنارس. بناءً على دعوة من حبيب الرحمن الأعظمي، خدم لعدة سنوات في مدرسة "مفتاح العلوم" في "مئو" كشيخ للحديث. كما قام بالتدريس في بعض المدارس في آسام وكجرات.
في عام 1982 (1402 هـ)، وبناءً على دعوة من وحيد الزمان الكيرانوي، انضم إلى دار العلوم ديوبند كمدرس كبير، حيث قام بتدريس كتب مثل "الميبذي"، "تفسير البيضاوي"، "المسامرة"، "الموطأ" للإمام مالك، "سنن أبي داود"، و"صحيح مسلم". وحاليًا، يقوم بتدريس الجزء الأول من "جامع الترمذي" في دار العلوم ديوبند.
بعد وفاة سعيد أحمد البالن بوري، تم ترشيح اسمه لمنصب شيخ الحديث ومدير دار العلوم ديوبند، لكنه رفض هذا المنصب. يُعرف بلقب "بحر العلوم" نظرًا لعلمه العميق والواسع في الحديث، علم الرجال، المسيحية، واليهودية.
وفي اجتماع هيئة إدارة دار العلوم ديوبند الذي عقد في صفر 1421 هـ، وبناءً على نصيحة أسعد مدني، تمت الموافقة على إنشاء "قسم التخصص في الحديث" في دار العلوم، وتم تعيين الأعظمي مشرفًا عليه.
وفي 30 مايو 2011، تم تعيينه رئيسًا لمجمع الفقه الإسلامي بالهند خلفًا لظفير الدين المفتاحي.
يؤمن الأعظمي بضرورة الاجتهاد في الأمور الدينية.
في مارس 2019، أصدر العلماء الإسلاميون، ومن بينهم الأعظمي، فتوى تعتبر برنامج "سوكانيا سمردي يوجانا" الذي أطلقته الحكومة الهندية "غير شرعي" وفقًا للشريعة الإسلامية، لأنه يتضمن فوائد ربوية.

## مسيرته الأدبية
تحت إشراف الأعظمي، قام قسم التخصص في الحديث في دار العلوم ديوبند بنشر عدة كتب بحثية عن مصطلحات "جامع الترمذي" في عدة مجلدات، منها: "الحديث الحسن في جامع الترمذي"، "الحسن الغريب في جامع الترمذي"، و"الحديث الغريب في جامع الترمذي".
كما قام بالتعليق على كتاب "الإلزامات" للدارقطني. وتشمل أعماله:
- نعمة البيان في ترجمة القرآن
- درس بخاری (تجميع لمحاضرات شيخه حسين أحمد المدني عن صحيح البخاري بالأردية)
- نعمة المنعم (شرح لكتاب صحيح مسلم باللغة الأردية في مجلدين)[23]
- تقريب شرح معاني الآثار (في خمس مجلدات؛ الذي تم التعليق عليه والإشارة إليه في النسخة الإنجليزية الأصلية للنص بواسطة حبيب البويلي.[24])
- الفوائد المهمة في دراسات المتون ومختلف الحديث
- مدارس الرواة ومشاهير أساتذتها مع تلامذتهم وطبقاتهم
- عيسائيت؛ إنجيل کی روشنی میں (دراسة عن المسيحية في ضوء الإنجيل بالأردية)
- دراسة تطبيق الأمثلة لأنواع الأحاديث المختلفة
- دراسة الحديث الصحيح والحسن وأقسامها وفكرة ابن الصلاح ودراسة مقياس معرفة رجال الحديث الحسن لذاته
- الأحاديث المختارة للحفظ لقسم التخصص في الحديث
- تيسير الأصول (باللغة العربية؛ كتاب مشترك مع رياست علي ظفر البجنوري حول أصول الفقه الإسلامي)
- حضرت امام ابو حنیفه پر ارجاء کی تھمت (دفاع عن الإمام أبي حنيفة ضد تهمة الإرجاء بالأردية)
- فقهاء الصحابة
- حديث الجساسه (رد على نقض حديث الجساسه عن الدجال بالأردية)
- ایمان بالله کیا ہے؟ (ما هو تعريف الإيمان بالله؟ باللغة الأردية)